# Сасса

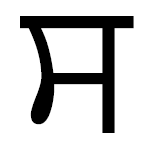

Сасса, сусса, ਸ (в.-пандж. ਸੱਸਾ) — са, четвёртая буква алфавита гурмукхи, обозначает глухой альвеолярный спирант. Графически наиболее близка букве мамма, аналогичная близость букв «ма» и «са» характерна для всех североиндийских алфавитов.
В современном языке образует единственный используемый конъюнктный кластер третьего типа (с помощью добавления диакритического знака на основе буквы ਵ (w):  ਸ + ਵ = ਸ + ੍ + ਵ = ਸ੍ਵ (sw). С другими буквами кластеры третьего типа образуются только в устаревших словах, близких к санскриту.
Транслитерируется как s или š. Символ юникода U+0A38.